# Kęstutis Tubis
Kęstutis Tubis (* 23. Juni 1960 in Schiroki Log bei Jenisseisk, Region Krasnojarsk, Sibirien) ist ein litauischer liberaler Politiker, seit 2015 Bürgermeister der Rajongemeinde Anykščiai, ehemaliger Polizeikommissar Litauens.

## Leben
Von 1967 bis 1971 besuchte er die Schule Latavėnai und von 1971 bis 1978 die Mittelschule Troškūnai bei Anykščiai. 1978 arbeitete er im „Aukštakalnio“-Kolchos als Traktorist und
1981 in Panevėžys.
Von 1981 bis 1985 absolvierte er das Studium in Gorki und wurde Jurist.
Ab 1985 arbeitete er in der Miliz der Stadtgemeinde Panevėžys, von 1991 bis 1996  als Polizeikommissar der Kriminalpolizei Panevėžys, von 1996 bis 1997 in Šiauliai. 1997–1998 leitete er Polizeikommissariat Anykščiai. Ab 1999 arbeitete er am Polizeidepartement am Innenministerium Litauens. Von 2004 bis 2008 war er stellvertretender Polizeigeneralkommissar. Bei Kommunalwahlen in Litauen 2015 wurde er direkt zum Bürgermeister der Rajongemeinde Anykščiai gewählt.